# Zygina dorycnii
Zygina dorycnii är en insektsart som först beskrevs av Ribaut 1936.  Zygina dorycnii ingår i släktet Zygina och familjen dvärgstritar.
Artens utbredningsområde är Frankrike. Inga underarter finns listade i Catalogue of Life.